# الدوري الهولندي الدرجة الأولى 1997–98
الدوري الهولندي الدرجة الأولى 1997–1998 هو الموسم الثاني والأربعون من الدوري الهولندي الدرجة الأولى منذ إنشائه في عام 1956. فاز بهذا الموسم إيه زد ألكمار.

## الفرق
يشارك 20 نادي في الدوري: النادي الذي يحتل المرتبة الأولى في هذا الدوري يتأهل مباشرة إلى الدوري الهولندي الممتاز، تأهل في هذه الدوري إيه زد ألكمار.